# Kurwai
Kurwai là một thị xã và là một nagar panchayat của quận Vidisha thuộc bang Madhya Pradesh, Ấn Độ.

## Nhân khẩu
Theo điều tra dân số năm 2001 của Ấn Độ, Kurwai có dân số 13.737 người. Phái nam chiếm 52% tổng số dân và phái nữ chiếm 48%. Kurwai có tỷ lệ 61% biết đọc biết viết, cao hơn tỷ lệ trung bình toàn quốc là 59,5%: tỷ lệ cho phái nam là 69%, và tỷ lệ cho phái nữ là 53%. Tại Kurwai, 18% dân số nhỏ hơn 6 tuổi.